# エネルギー等配分の法則
エネルギー等配分の法則（英語: law of equipartition of energy、エネルギー等配分則、エネルギー等分配則などとも言う）は、系の持つ自由度ごとに一定量のエネルギーが配分されるという統計力学の法則。
古典力学、古典統計が成り立つ理想的な系を考える。この系全体のエネルギーの式（ハミルトニアン）を H とする。相空間の座標のある１つの成分（一般化座標または一般化運動量） ξj について、H の項のうち ξj が関係する部分 εj が次のように表せるとする。
{\displaystyle \epsilon _{j}=\alpha _{j}\xi _{j}^{2}}
ここで、αj は適当な正の定数である。熱平衡状態において、このエネルギー εj の統計的平均は、
{\displaystyle \left\langle \epsilon _{j}\right\rangle ={\frac {1}{2}}k_{B}T}
となる。kB はボルツマン定数、T は絶対温度である。
つまり、理想的な系の熱平衡状態において、
1自由度あたりに平均で kBT /2 の運動エネルギーが割り振られ、
さらに調和振動子と見なせる自由度については 1自由度あたり平均 kBT /2 のポテンシャルエネルギーが割り振られる。
これをエネルギー等配分の法則と言う。
エネルギー等配分の法則は、エネルギーが上の式で示されるように二次形式で表現できる時に成り立つ（調和近似が成り立つ場合も含まれる）。系において、量子力学的な効果が顕著となる場合や、非調和項が無視できない場合は、この法則は成立しなくなる。
なお、自由度の数え方には、一般化座標と一般化運動量の対を1と数える流儀と、kBT /2 のエネルギーが分配されるものを1と数える流儀がある。

## 例

### 単原子分子理想気体
単原子分子理想気体の個々の分子のエネルギーは、m を当該分子の質量として、
{\displaystyle \epsilon ={\frac {1}{2m}}(p_{x}^{2}+p_{y}^{2}+p_{z}^{2})}
であり、これより、
{\displaystyle \langle \epsilon \rangle ={\frac {3}{2}}k_{B}T}
となる。x, y, z 各座標（＝自由度）の運動量であるpx, py, pz に対応する自由度にエネルギーkBT/2 が配分されるため。

### 二原子分子理想気体
この場合、二原子分子の持つエネルギーは、
{\displaystyle \epsilon ={1 \over {2m}}(p_{x}^{2}+p_{y}^{2}+p_{z}^{2})+{\frac {1}{2I}}\left(p_{\theta }^{2}+{\frac {1}{\sin ^{2}\theta }}p_{\phi }^{2}\right)}
となる。上式の最初の括弧部分は、単原子分子の場合と同じ自由度によるエネルギーで、二番目の括弧が、二原子分子の回転に関しての自由度（θとφの2つ存在）からのエネルギーである。θとφは、二原子分子を一つの軸（剛体の棒）とみなした時の回転に関しての角度成分（自由度）である。m は二原子分子の質量、I は二原子分子の重心を通り、二原子分子の軸に対して垂直な軸の周りの回転に関しての慣性モーメントである。
この場合、自由度は合計五つとなるので、
{\displaystyle \langle \epsilon \rangle ={\frac {5}{2}}k_{B}T}
となる。

## 関連記事
- デュロン＝プティの法則 （本法則により説明できる）